# Guado

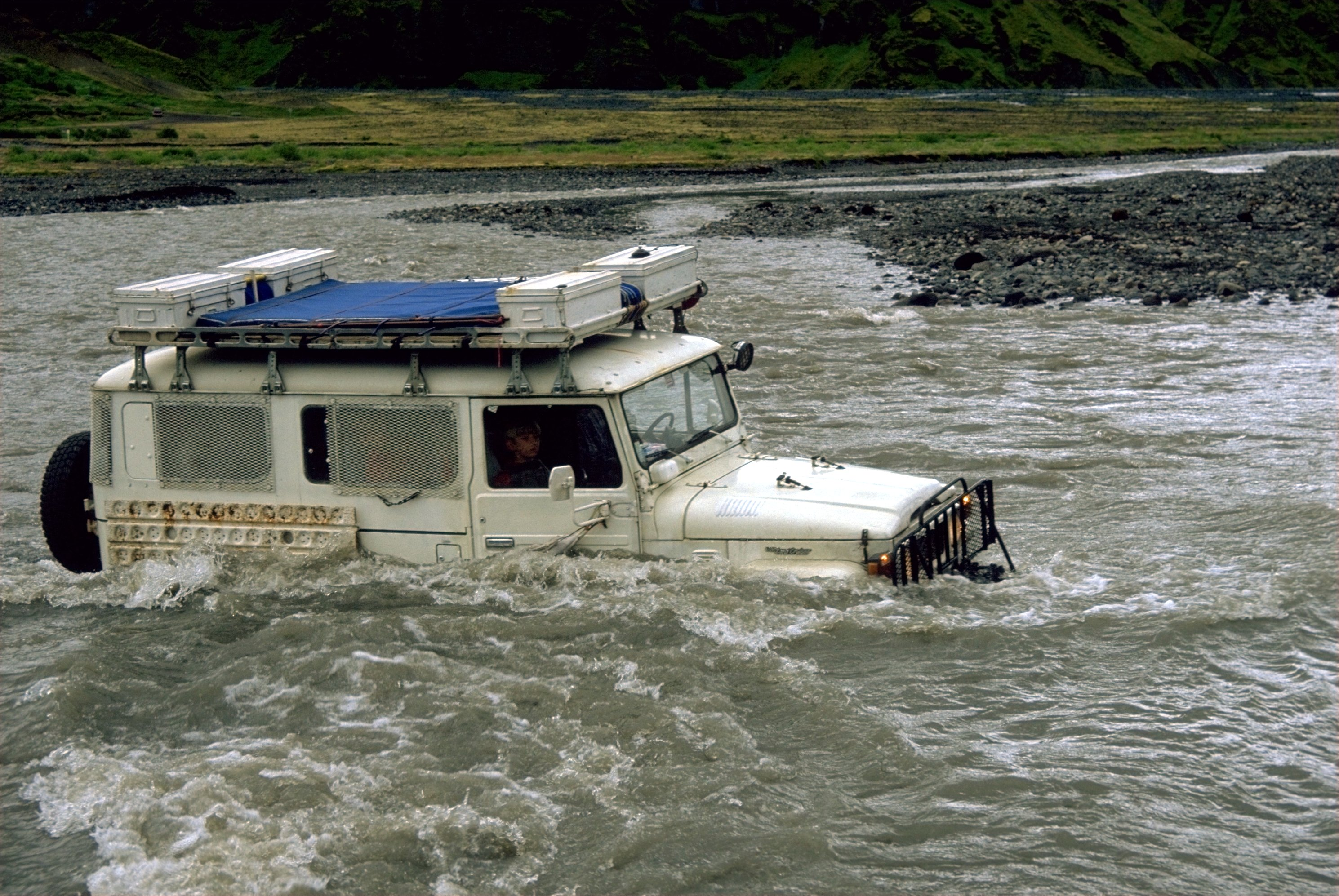
Una Land Cruiser che attraversa un guado a Þórsmörk, Islanda

Un guado è un punto, lungo un corso d'acqua, in cui la poca profondità permette l'attraversamento a piedi, a cavallo o su un veicolo.

## Storia
Poiché guadare un fiume è il modo più semplice per attraversarlo senza la costruzione di ponti o l'uso di traghetti, i guadi hanno avuto grande importanza nelle vie di comunicazione di terra. In corrispondenza di guadi sono spesso sorti centri abitati, punti fortificati e città. 

## Guadi attrezzati

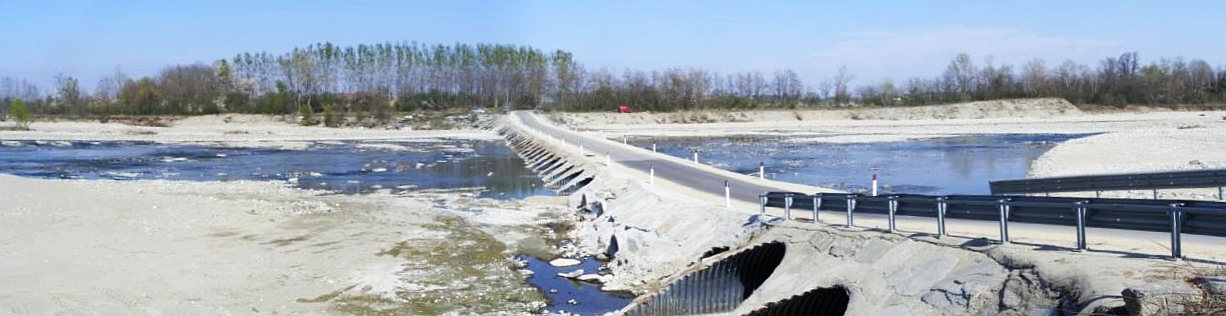
Un guado attrezzato per il transito di veicoli sul Pellice

In alcuni casi i guadi vengono attrezzati per il transito di veicoli a motore. Questi attraversamenti differiscono dai ponti, che si prevedono sempre transitabili, per il fatto di essere impraticabili nei periodi di piena del corso d'acqua. Spesso i guadi sono usati come soluzioni provvisorie che consentano l'attraversamento di un fiume durante i lavori per il recupero o la ricostruzione di un ponte.

## Toponomastica
La toponomastica di numerosi abitati europei riflette la presenza di un guado: ad esempio Francoforte sul Meno, Oxford, Amersfoort. 
Alcune località italiane sorte in corrispondenza di un guado: 
- Trento, il nome della città deriva da trent, ovvero guado (questo a causa del letto irregolare del fiume Adige).
- Roma, guado del Tevere nei pressi dell'Isola Tiberina
- Firenze, il guado dell'Arno si trovava vicino all'attuale Ponte Vecchio
- Verona, sorta in corrispondenza del guado sull'Adige, nei pressi del ponte romano Ponte Pietra
- Pizzighettone, città fortificata in provincia di Cremona
- Valeggio sul Mincio, il ponte fortificato costruito dai Visconti di Milano si trova a monte del guado sul fiume Mincio
- Trino Vercellese, sorta nei pressi del guado sul Po
- Ponte di Legno originariamente guado sul fiume Oglio